# Hélder Miguel do Rosário
Hélder Miguel do Rosário, conegut futbolísticament com a Hélder Rosário (nascut el 9 de març de 1980 a Lisboa), és un futbolista portuguès que juga actualment a laPonferradina.